# Leonhard Huhn

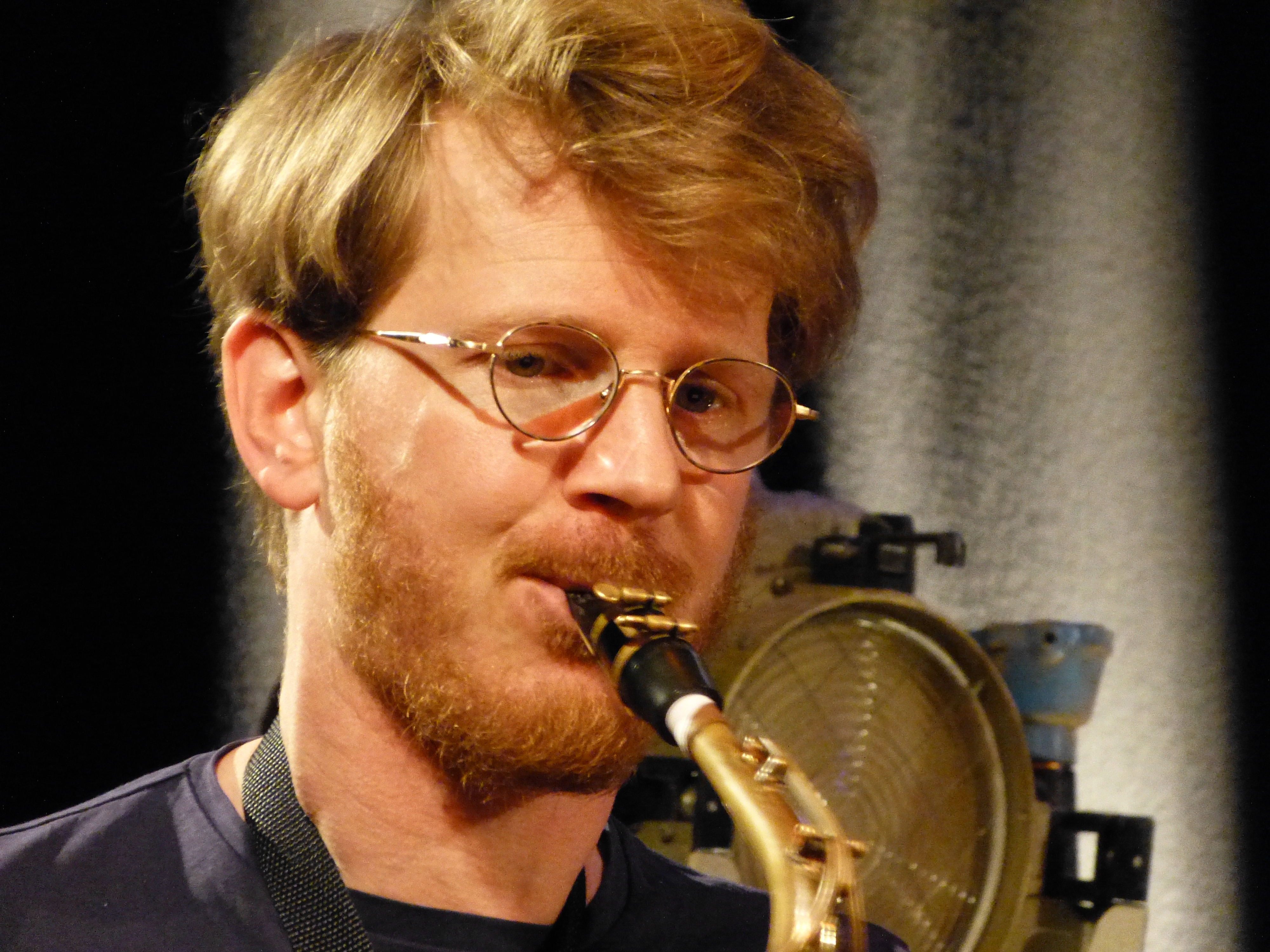
Leonhard Huhn, 2020

Leonhard Huhn (* 15. Juni 1986 in Berlin) ist ein deutscher Jazz- und Improvisationsmusiker (Altsaxophon, Klarinette, Komposition).

## Leben und Wirken
Leonhard Huhn wuchs in Berlin auf. Er spielt seit seinem dreizehnten Lebensjahr Saxofon und war Mitglied im Landes-Jugend-Jazzorchester Berlin unter Leitung von Dieter Glawischnig, Joe Gallardo und Jonas Schoen. Von 2006 bis 2011 studierte er an der Hochschule für Musik und Tanz Köln bei Wolfgang Engstfeld und Frank Gratkowski.
Huhn arbeitet hauptsächlich im Bereich Jazz, experimenteller Musik und freier Improvisation. Mit Bassist Sebastian Gramss nahm er 2010 eine Duofassung von Duke Ellingtons „Far East Suite“ auf. Nach einigen Jahren im Olaf Lind Quartett gründete er mit Stefan Karl Schmid das Quartett Schmids Huhn. Er leitet das Jazztrio Die Fichten (mit Stefan Schönegg und Dominik Mahnig), für das er sämtliche Kompositionen schreibt. Bei einem coronabedingten „Konzert ohne Publikum“ am 18. August 2020 im Kammermusiksaal des Deutschlandfunk stellte die Trio-Combo Die Fichten ihr neues Programm vor. Er ist ein gefragter Sideman in vielen Ensembles.
In dem Bandprojekt C.A.R. aus der Bewegung des „Krautjazz“ verändert Huhn den Klang seines Saxophon bis hin zur totalen Entfremdung mittels Elektronik und Synthesizern. Im November 2017 tourte er mit dieser Combo für das Goethe-Institut durch Pakistan, Sri Lanka und Indien.
Regelmäßig arbeitet Huhn mit Musikern wie Fabian Jung, Elisabeth Coudoux, Philip Zoubek, Constantin Herzog, Carl Ludwig Hübsch, Florian Zwißler und anderen. Er ist Mitglied im Multiple Joy(ce) Orchestra, gRoBA Orchester und mehreren Projekten der Sängerin Pegelia Gold (zuletzt dem Septett „Les Polychromes“) sowie Hayden Chisholms mikrotonalem Altsaxophon-Oktett. Zu hören ist er u. a. auch auf Jürgen Friedrichs Semi Song (2022). Seit 2011 wirkt Huhn in experimentellen Kinder- und Jugendtheaterstücken der Theatermonteure mit. Er war Stipendiat der Yehudi-Menuhin-Stiftung und der Künstlerförderung der SK Stiftung der Sparkasse Köln/Bonn.
Gemeinsam mit dem Kölner Kollektiv für improvisierte Musik „Impakt“, dem er und sein Bandkollege Stefan Schönegg angehören, organisiert Huhn zudem Konzertreihen und Veranstaltungen in Köln.

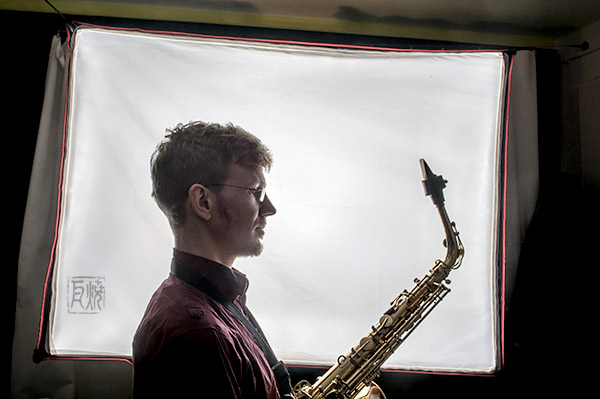
Leonhard Huhn, 2014

## Preise und Auszeichnungen
Huhn errang mit Die Fichten 2014 den 1. Preis beim Wettbewerb auf dem Jazzfestival Avignon. 2015 erhielt er das Horst-und-Gretl-Will-Stipendium der Stadt Köln
- 2018: für die Soloarbeit.

## Diskographische Hinweise
- Sebastian Gramss/Leonhard Huhn: Duke Ellington’s Far East Suite (fixcel records, 2011)
- Olaf Lind Quartett: Drift (mit Stefan Karl Schmid, Marcel Richard, Rafael Calman; JazzHausMusik, 2011)[5]
- C.A.R.: Beyond the Zero (mit Christian Lorenzen, Kenn Hartwig, Johannes Klingebiel; Unit Records, 2014)
- Leonhard Huhn, Stefan Schönegg/Dominik Mahnig Die Fichten (fixcel records, 2015)
- Schmid’s Huhn: Golden Spheres (Shoebill Music 2018; mit Stefan Karl Schmid, Stefan Schönegg, Fabian Arends)
- Leonhard Huhn, Udo Moll: ZombieNation (Off 2021)
- Huhn | Schönegg | Mahnig: Was ficht dich an? (Impakt 2023)
- The Well Electrified Saxophone (Off 2023)